# Achmed Wolke
Achmed Wolke (* 9. April 1968 in Cottbus) ist ein ehemaliger deutscher Radrennfahrer und Sportlicher Leiter.
Im Eintagesrennen Rund um das Muldental war er 1986 erfolgreich. 1991 wurde Achmed Wolke gemeinsam mit Steffen Blochwitz, Dirk Meier und Thomas Will deutscher Meister im Mannschaftszeitfahren.
Von 1997 bis 2001 war Wolke Sportlicher Leiter des Radsportteams Agro-Adler Brandenburg, bis das Team aus finanziellen Gründen aufgelöst werden musste.